# Billy Mayfair
William Fred Mayfair (* 6. August 1966 in Phoenix, Arizona) ist ein US-amerikanischer Berufsgolfer der PGA TOUR.
Nach dem Besuch der Arizona State University und dem Gewinn der U.S. Amateur Championship im Jahr 1987 wurde er 1988 Berufsgolfer.
Bislang verbuchte Mayfair auf der PGA TOUR fünf Turniersiege, darunter die prestigeträchtige Tour Championship 1995.
Am 31. Juli 2006 wurde bei Mayfair Hodenkrebs diagnostiziert, die Operation erfolgte am 3. August. Schon zwei Wochen später spielte er bei der PGA Championship mit und erreichte den 37. Platz.

## PGA Tour Siege
- 1993 (1) Greater Milwaukee Open
- 1995 (2) Motorola Western Open, The Tour Championship
- 1998 (2) Nissan Open, Buick Open